# Dexia major
Dexia major là một loài ruồi trong họ Tachinidae.